# Calosiphoniaceae
Calosiphoniaceae, porodica crvenih algi, dio reda Gigartinales. Postoje dva priznata roda s ukupno osam vrsta.

## Rodovi
1. Calosiphonia P.Crouan & H.Crouan  3 vrste
2. Schmitzia P.C.Silva 5 vrsta